# Bucura
Bucura (rumunsky Lacul Bucura, výslovnost -k-) je největší jezero v rumunském pohoří a národním parku Retezat na území župy Hunedoara. Jezero je ledovcového původu. Nachází se v nadmořské výšce 2040 m, má rozlohu 10,9 ha a největší hloubku 16 m.

## Turistika

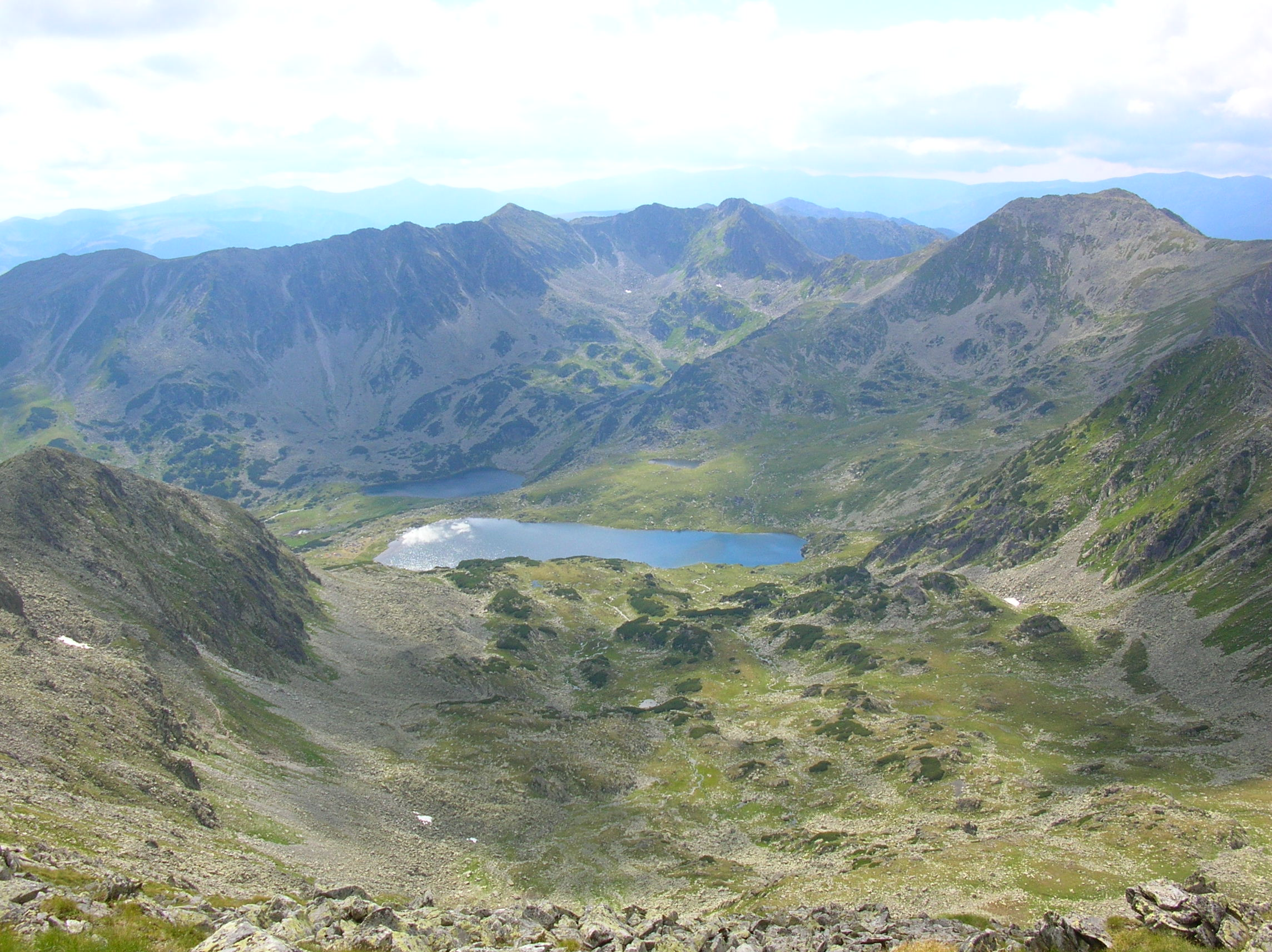
Jezero Bucura

Na území národního parku Retezat není povoleno volně stanovat, pouze na vyhrazených místech. Jedno z nich se nachází i u jižního břehu jezera. Vzhledem k jeho nadmořské výšce a centrální poloze, je velmi oblíbené. Z tábořiště jsou dostupné nevýznamnější vrcholky, které lze zdolat jednodenními túrami nalehko (Paleaga, Vârful Păpușa, nebo Vârful Retezat).
U tábořiště se nachází zdroj pitné vody a stanice horské služby (obsazená v letní sezóně).